# Fincantieri Marinette Marine
Fincantieri Marinette Marine (FMM) es uno de los tres astilleros del Fincantieri Marine Group (FMG), de la empresa italiana Fincantieri. Su sede central se localiza en Marinette, Wisconsin.

## Programas
En 2020 ganó el concurso FFG(X) de la US Navy para la construcción de una fragata (FFG-62) con opción a otras nueve. En 2021 recibió contrato para la segunda (FFG-63) y en 2022 para la tercera (FFG-64).